# Kristaq Rama
Kristaq Rama, född 1932 i Durrës i Albanien, död 11 april 1998 i Tirana, var en albansk skulptör. 
Kristag Rama är far till Edi Rama, som är landets premiärminister. Han har gjort bland andra skulpturen Moder Albanien i Tirana.